# Rallye du Liban
Le Rallye du Liban est la seule épreuve sur asphalte organisée par le MERC (FIA), conjointement avec l'ATCL (Automobile et Touring Club du Liban).
Sa première édition régulière date de 1968 (mais en 1964 déjà, une première épreuve avait eu lieu, remportée par l'équipage français Caporal / Philippe, sur Citroën DS19).

## Palmarès
| Année | Édition | Pilote                                                            | Copilote             | Voiture                     |
| ----- | ------- | ----------------------------------------------------------------- | -------------------- | --------------------------- |
| 2013  | 1       | Roger Feghali                                                     | Joseph Matar         | Ford Fiesta RRC             |
| 2013  | 2       | Nasser Al-Attiyah                                                 | Giovanni Bernacchini | Ford Fiesta RRC             |
| 2013  | 3       | Abdo Feghali                                                      | Marc Haddad          | Mini Countryman JCW RRC     |
|       |         |                                                                   |                      |                             |
| 2012  | 1       | Roger Feghali                                                     | Joseph Matar         | Ford Fiesta RRC             |
| 2012  | 2       | Abdo Feghali                                                      | Marc Haddad          | Mini Countryman JCW RRC     |
| 2012  | 3       | Abdel Aziz Al Kuwari                                              | Kilian Duffy         | Mini Countryman JCW RRC     |
|       |         |                                                                   |                      |                             |
| 2011  | 1       | Roger Feghali                                                     | Joseph Matar         | Mitsubishi Lancer Evo 10    |
| 2011  | 2       | Nasser Al-Attiyah                                                 | Giovanni Bernacchini | Ford Fiesta S2000           |
| 2011  | 3       | Abdo Feghali                                                      | Marc Haddad          | Mitsubishi Lancer Evo 9     |
|       |         |                                                                   |                      |                             |
| 2010  | 1       | Roger Feghali                                                     | Nabil Njeim          | Škoda Fabia S2000           |
| 2010  | 2       | Khalid Al-Qassimi                                                 | Michael Orr          | Ford Fiesta S2000           |
| 2010  | 3       | Ziad Feghali                                                      | Jihad El Hachem      | Mitsubishi Lancer Evo 7     |
|       |         |                                                                   |                      |                             |
| 2009  | 1       | Roger Feghali                                                     | Nabil Njeim          | Mitsubishi Lancer Evo 9     |
| 2009  | 2       | Gilbert Bannout                                                   | Joseph Kmeid         | Mitsubishi Lancer Evo 7     |
| 2009  | 3       | Yazeed Al-Rajhi                                                   | Matthieu Baumel      | Peugeot 207 S2000           |
|       |         |                                                                   |                      |                             |
| 2008  | 1       | Roger Feghali                                                     | Giovanni Bernacchini | Subaru Impreza WRX N14      |
| 2008  | 2       | Nicholai Georgiou                                                 | Joseph Matar         | Mitsubishi Lancer Evo 9     |
| 2008  | 3       | Gilbert Bannout                                                   | Joseph Kmeid         | Mitsubishi Lancer Evo 8     |
|       |         |                                                                   |                      |                             |
| 2007  | 1       | Roger Feghali                                                     | Nabil Njeim          | Mitsubishi Lancer Evo 9     |
| 2007  | 2       | Nasser Al-Attiyah                                                 | Chris Patterson      | Subaru Impreza WRX          |
| 2007  | 3       | Khalid Al-Qassimi                                                 | Michael Orr          | Subaru Impreza WRX          |
|       |         |                                                                   |                      |                             |
| 2006  | 1       | Roger Feghali                                                     | Nabil Njeim          | Mitsubishi Lancer Evo 9     |
| 2006  | 2       | Abdo Feghali                                                      | Joseph Matar         | Subaru Impreza WRX          |
| 2006  | 3       | Nasser Al-Attiyah                                                 | Chris Patterson      | Subaru Impreza WRX          |
|       |         |                                                                   |                      |                             |
| 2004  | 1       | Roger Feghali                                                     | Nabil Njeim          | Mitsubishi Lancer Evo 8     |
| 2004  | 2       | Abdo Feghali                                                      | Marc Haddad          | Mitsubishi Lancer Evo 7     |
| 2004  | 3       | Jean-Pierre Nasrallah                                             | Joseph Matar         | Mitsubishi Lancer Evo 8     |
|       |         |                                                                   |                      |                             |
| 2003  | 1       | Roger Feghali                                                     | Ziad Chehab          | Subaru Impreza WRC          |
| 2003  | 2       | Abdo Feghali                                                      | Joseph Matar         | Toyota Corolla WRC          |
| 2003  | 3       | Rodrigue Rahi                                                     | Patrick Ziade        | Lancia Delta HF Integrale   |
|       |         |                                                                   |                      |                             |
| 2002  | 1       | Jean-Pierre Nasrallah                                             | Youssef Bassil       | Subaru Impreza WRC          |
| 2002  | 2       | Mohammed Ben Sulayem                                              | John Spiller         | Subaru Impreza WRC          |
| 2002  | 3       | Abdo Feghali                                                      | Joseph Matar         | Mitsubishi Lancer Evo 6     |
|       |         |                                                                   |                      |                             |
| 2001  | 1       | Piero Liatti                                                      | Carlo Cassina        | Subaru Impreza WRC          |
| 2001  | 2       | Jean-Pierre Nasrallah                                             | Youssef Bassil       | Subaru Impreza WRC          |
| 2001  | 3       | Abdullah Bakhashab                                                | Bobby Willis         | Toyota Corolla WRC          |
|       |         |                                                                   |                      |                             |
| 2000  | 1       | Roger Feghali                                                     | Ziad Chehab          | Lancia Delta HF Integrale   |
| 2000  | 2       | Abdo Feghali                                                      | Marc Haddad          | Mitsubishi Lancer Evo 5     |
| 2000  | 3       | Philippe Kazan                                                    | Ghassan Bejjani      | Renault Clio Williams       |
|       |         |                                                                   |                      |                             |
| 1999  | 1       | Mohammed Ben Sulayem                                              | Ronan Morgan         | Ford Escort WRC             |
| 1999  | 2       | Roger Feghali                                                     | Ziad Chehab          | VW Golf III Kit Car         |
| 1999  | 3       | Yves Loubet                                                       | Claude Blanc         | Lancia Delta HF Integrale   |
|       |         |                                                                   |                      |                             |
| 1998  | 1       | Mohammed Ben Sulayem                                              | Ronan Morgan         | Ford Escort WRC             |
| 1998  | 2       | Petter Solberg                                                    | Cato Menkerud        | Toyota Celica GT4           |
| 1998  | 3       | Jean-Pierre Nasrallah                                             | Joseph Matar         | Renault Megane Maxi Kit Car |
|       |         |                                                                   |                      |                             |
| 1997  | 1       | Jean-Pierre Nasrallah                                             | Joseph Matar         | Lancia Delta HF Integrale   |
| 1997  | 2       | Abdullah Bakhashab                                                | Bobby Willis         | Toyota Celica               |
| 1997  | 3       | Zee Ohg                                                           | Raffy Etyemezian     | Lancia Delta HF Integrale   |
|       |         |                                                                   |                      |                             |
| 1996  | 1       | Abdullah Bakhashab                                                | Bobby Willis         | Toyota Celica GT4           |
| 1996  | 2       | Zee Ohg                                                           | Raffy Etyemezian     | Subaru Impreza              |
| 1996  | 3       | Mohammed Ben Sulayem                                              | Ronan Morgan         | Ford Escort Cosworth        |
|       |         |                                                                   |                      |                             |
| 1995  | 1       | Jean-Pierre Nasrallah                                             | Pierre Asmar         | Lancia Delta HF Integrale   |
| 1995  | 2       | Nabil Karam                                                       | Chief                | Subaru Impreza              |
| 1995  | 3       | Zee Ohg                                                           | Raffy Etyemezian     | Subaru Impreza              |
|       |         |                                                                   |                      |                             |
| 1994  | 1       | Alex Fiorio                                                       | Vittorio Brambilla   | Lancia Delta HF Integrale   |
| 1994  | 2       | Johnny Moacadieh                                                  | Joseph Matar         | Lancia Delta HF Integrale   |
| 1994  | 3       | Mohammed Ben Sulayem                                              | Ronan Morgan         | Ford Escort RS Cosworth     |
|       |         |                                                                   |                      |                             |
| 1993  | 1       | Alain Oreille                                                     | Jean-Marc Andrie     | Renault Clio Williams       |
| 1993  | 2       | Jean Ragnotti                                                     | Gilles Timonier      | Renault Clio Williams       |
| 1993  | 3       | Sleiman Slim                                                      | Youssef Ghannam      | Nissan Pulsar GTI-R         |
|       |         |                                                                   |                      |                             |
| 1992  | 1       | Bagheera                                                          | Naji Stephan         | Ford Sierra Cosworth        |
| 1992  | 2       | Mamdouh Khayat                                                    | David Nicholson      | Lancia Delta HF Integrale   |
| 1992  | 3       | Tchine                                                            | Etienne Massillon    | Ford Sierra Cosworth        |
|       |         |                                                                   |                      |                             |
| 1991  | 1       | Mohammed Ben Sulayem                                              | Ronan Morgan         | Toyota Celica GT4           |
| 1991  | 2       | Mamdouh Khayat                                                    | David Nicholson      | Ford Sierra Cosworth        |
| 1991  | 3       | Bagheera                                                          | Naji Stephan         | Ford Sierra Cosworth        |
|       |         |                                                                   |                      |                             |
| 1988  | 1       | Samir Ghanem                                                      | Joseph Goubril       | Nissan 240 RS               |
| 1988  | 2       | Saeed Al-Hajri                                                    | Moubarak Al-Hajri    | Ford Sierra Cosworth        |
| 1988  | 3       | Jihad Tawil                                                       | Mario Chélala        | Nissan 240 RS               |
|       |         |                                                                   |                      |                             |
| 1987  | 1       | Mohammed Ben Sulayem                                              | John Spiller         | Opel Manta 400              |
| 1987  | 2       | Michel Saleh                                                      | Hassan Ben Shahdoor  | Opel Manta 400              |
| 1987  | 3       | Samir Ghanem                                                      | Joseph Goubril       | Nissan 240 RS               |
|       |         |                                                                   |                      |                             |
| 1986  | 1       | Nabil Karam                                                       | Joe Saghbini         | Porsche 911                 |
| 1986  | 2       | Michel Saleh                                                      | Hassan Ben Shahdoor  | Opel Manta 400              |
| 1986  | 3       | Tony Georgiou                                                     | Chris Panayidès      | Nissan 240 RS               |
|       |         |                                                                   |                      |                             |
| 1985  | 1       | Naji Hneine                                                       | Georges Assaf        | Renault 5 Turbo             |
| 1985  | 2       | Nabil Karam                                                       | Joe Hayek            | Porsche 911                 |
| 1985  | 3       | Patrick Mallat                                                    | Pierre Rihan         | BMW 320                     |
|       |         |                                                                   |                      |                             |
| 1984  | 1       | Michel Araman                                                     | Nabil Habet          | Renault 5 Turbo             |
| 1984  | 2       | Naji Hneine                                                       | Georges Assaf        | Renault 5 Turbo             |
| 1984  | 3       | Sarkis Babahekian                                                 | Vatché Melkonian     | Audi 80                     |
|       |         |                                                                   |                      |                             |
| 1981  | 1       | Sahag Kasardjian                                                  | Tony Karam           | BMW 2002                    |
| 1981  | 2       | Samir Homsi                                                       | Garbis Tachdjian     | Porsche 911                 |
| 1981  | 3       | Jean-Noêl Pichon                                                  | Joe Ayache           | VW Scirocco                 |
|       |         |                                                                   |                      |                             |
| 1980  | 1       | Albert Bassoul                                                    | Gerard Saunal        | Renault 17 Gordini          |
| 1980  | 2       | Georges Tabet                                                     | Garbis Tachdjian     | Fiat Ritmo                  |
| 1980  | 3       | Selim Abou Nader                                                  | Georges Assaf        | BMW 2002                    |
|       |         |                                                                   |                      |                             |
| 1979  | 1       | Georges Doumit                                                    | Samir Chikhani       | Audi 80 GT                  |
| 1979  | 2       | Joe Hindi                                                         | Raja Sarkis          | Audi 100                    |
| 1979  | 3       | Fady Bustros                                                      | Nabil Hakim          | Triumph                     |
|       |         |                                                                   |                      |                             |
| 1974  | 1       | Tony Georgiou                                                     | Jean-Loup Edde       | Renault 16                  |
| 1974  | 2       | Issa Sawabini                                                     | Adel Tutunji         | Porsche                     |
| 1974  | 3       | Hanna Safatly                                                     | Charles Baaklini     | Audi 80 GT                  |
|       |         |                                                                   |                      |                             |
| 1973  | 1       | Georges Matta                                                     | Georges Moughanni    | VW 1303 S                   |
| 1973  | 2       | Pierre Baz                                                        | Sami Touma           | VW 1303 S                   |
| 1973  | 3       | Georges Saad                                                      | Georges Boustani     | Toyota                      |
|       |         |                                                                   |                      |                             |
| 1970  | 1       | Gerard Asfar                                                      | Amin Hamoud          | Renault 12 Gordini          |
| 1970  | 2       | Eddy Doumit                                                       | Georges Tabet        | Fiat 141 ST                 |
| 1970  | 3       | Joe Arida                                                         | Pierre Hneine        | Renault 16                  |
|       |         |                                                                   |                      |                             |
| 1968  | 1       | Jean Bassili (toujours restaurateur à Beyrouth, 2 établissements) | Antoine Slim         | Renault 10                  |
| 1968  | 2       | Saeed Khoury                                                      | Jihad Saad           | BMW                         |
| 1968  | 3       | Samir Homsi                                                       | Gérard Asfar         | Vauxhall                    |

## Pilotes avec plusieurs victoires
| Classement | Pilote                | Nombre de victoires |
| ---------- | --------------------- | ------------------- |
| 1          | Roger Feghali         | 10                  |
| 2          | Mohammed Ben Sulayem  | 4                   |
| 3          | Jean-Pierre Nasrallah | 3                   |

## Marques avec plusieurs victoires
| Classement | Marque     | Nombre de victoires |
| ---------- | ---------- | ------------------- |
| 1          | Renault    | 7                   |
| 2          | Mitsubishi | 5                   |
| 3          | Subaru     | 4                   |
| -          | Lancia     | 4                   |
| -          | Ford       | 4                   |
| 6          | Toyota     | 2                   |